# Purusottampur
Purusottampur (nepalski: पुरुषोत्तमपुर) – gaun wikas samiti w zachodniej części Nepalu w strefie Lumbini w dystrykcie Kapilvastu. Według nepalskiego spisu powszechnego z 2001 roku liczył on 397 gospodarstw domowych i 2950 mieszkańców (1426 kobiet i 1524 mężczyzn).